# یورگن زوندرمان
یورگن زوندرمان (آلمانی: Jürgen Sundermann؛ زادهٔ ۲۵ ژانویهٔ ۱۹۴۰) بازیکن فوتبال اهل آلمان است.
از باشگاه‌هایی که در آن بازی کرده‌است می‌توان به باشگاه فوتبال سروت ۱۸۹۰، باشگاه فوتبال بازل، و باشگاه فوتبال هرتابرلین اشاره کرد.
وی همچنین در تیم‌های ملی فوتبال آلمان و زیر ۲۱ سال آلمان بازی کرده‌است.